# Благајска плоча
Благајска плоча је историјски споменик Срба у области Захумље, касније називаној и Херцеговина Светог Саве. Датира из 12. вијека, a пронађена је 1912. у близини рушевина старог дворца Бишћа и локалитета Врачи. На њој је као ктитор цркве Св. Козме и Дамјана, наведен брат Стефана Немање - Мирослав.
На каменој плочи уклесан је текст на српској ћирилици. Један је од најстаријих средњовјековних натписа писаних старосрпском ћирилицом. Текст на плочи говори о изградњи цркве Св. Козме и Дамјана у Благају на Буни, довршеној и посвећеној 1194. године. Плоча је била уграђена изнад улазних врата у цркву, или у самој цркви. Један је од најстаријих споменика ране средњовјековне писмености Срба у Херцеговини уз Хумску плочу. Благајска плоча је откривена педесетих година 20. вијека. Други дио откривен је случајно у гробници Кате Борас на католичком гробљу у Благају 1955. године. Историчар Љубомир Стојановић је натпис објавио у научној литератури. Нађени комад је садржавао напис гдје стоји да је неки жупан зидао цркву у Подграђу на свом имању у вријеме славнога српског жупана Стефана Немање. Стојановић није донео факсимил, потанко рашчланио извор, а није објаснио ктитора ни патрона цркве, нити покушао дефинисати мјесто гдје је првобитно био фрагмент с натписом. Стојановићева заслуга је што су послије научници Земаљског музеја БиХ претражили земљиште око споменутога гроба ради проналаска евентуално другога дијела разбијене плоче с натписом. На подузетом пробном ископавању на мјесту налаза плоче, у истом гробу пронашли су двије овално израђене плоче. Власник гроба рекао им је да су ти фрагменти плоче и плоча с натписом овамо донешени из благајскога Подграђа, с локалитета Врачи. Налаз је помогао у истраживању цркве Св. Козме и Дамјана. Већина мањих налаза с овог локалитета смјештена је у Музеј Херцеговине у Мостару. Благајска плоча се данас чува у Земаљском музеју БиХ у Сарајеву.

## Натпис на Благајској плочи
Марко Вего је утврдио да је сваки ред натписа могао имати од 30 до 32 слова; уз остале чињенице овако је реконструисао натпис:
ВА ИМЕ ОЦА И СНА И СВЕТАГО ДУХА ЈА ЖУ
ПАН МИРОСЛАВ ЗИДАХ ЦРКВА СВЕТАГ
О КОЗМЕ И ДАМИЈАНА У СВОИХ СЕЛИЈАХ У Д
НИ ВЕЛНЕГА ЖУПАНА СЛАВНАГО НЕМАНЕ.
Могуће је да натпис није толико стар, и да је црква била задужбина неког каснијег православног жупана Мирослава, јер се у натпису спомиње у дни велнега славнаго Немане, што би значило у дан, на дан када Црква слави жупана Немању. Календар Ђурађа Црнојевића из 1494. је имао Стефана Немању као пуно црвено слово (велики празник) и под монашко-светитењским именом Симеона србскаго, новаго мироточца. И Балша II Балшић се 1385. позивао на Немањиће, као своје драге претке (...молитвама и мољењима светих мојих прародитеља Симеона Немање, првога мироточца српскога и светитеља Саве...), што указује на јак култ првих Немањића и у предтурским периоду. Ипак, историчари сматрају да у дни значи у дане владавине Немање, и да је ктитор цркве био његов брат Мирослав, који је тада владао у Захумљу.